# Tiger Lake
Tiger Lake — мікроархітектура центральних процесорів компанії Intel, що є третьою версією технологічного процесу 10 нанометрів («10nm++», за термінологією Intel), і приходить на зміну Ice Lake.. Представляє етап «оптимізація» у моделі Intel «процес — архітектура — оптимізація».
Має чотири ядра і проектовану теплову потужність кристалу 9 або 25 ват.
Використовується у деяких лептопах «Project Athena».
Розмір кристалу — 13,6 × 10.7 мм (площа 146,1 мм2), що є на 19,2% ширшим, ніж кристал Ice Lake (11,4 × 10,7 мм, 122,5 мм2).
Постачання процесорів фірмам-розробникам комп'ютерів розпочалося на початку вересня 2020 року.

## Особливості
- Процесорні ядра Willow Cove[уточнити]
- Графічний процесор Intel Xe («12-те покоління»), до 96 блоків розширення[7]; деякі процесори призначено для використання з дискретним GPU від Intel — DGX1[8]
- Підтримка PCI Express 4.0[9]
- Підтримка інтерфейсу Thunderbolt 4[8]
- Мініатюризація процесора і системної плати аж до типорозмірів накопичувача M.2[8]
- Підтримка пам'яті LPDDR5[10]
- Нові розширення «Deep Learning Boost» (DL Boost[en]) для прискорення застосунків глибокого навчання[11]
- Нова інструкція категорії AVX-512: VP2INTERSECT (англ. Vector Pair Intersection to a Pair of Mask Registers)[12]